# 格列日
格列日（法語：Grièges，法語發音：[ɡʁijɛʒ]）是法国东部安省的一个市镇，属于布雷斯地区布尔格区。

## 地理
格列日（46°15'17"N, 4°51'1"E）面积14.87 平方千米，位于法国奥弗涅-罗讷-阿尔卑斯大区安省，该省份为法国东部省份，北起汝拉省，西北接索恩-卢瓦尔省，西接罗讷省和里昂大都会，南至伊泽尔省，东与萨瓦省、上萨瓦省和瑞士接壤。
与格列日接壤的市镇（或旧市镇、城区）包括：索恩河畔科尔莫朗什、克罗泰、克吕济耶莱梅皮亚、莱兹、蓬德韦勒、索恩河畔圣洛朗、马孔、瓦雷讷莱马孔。

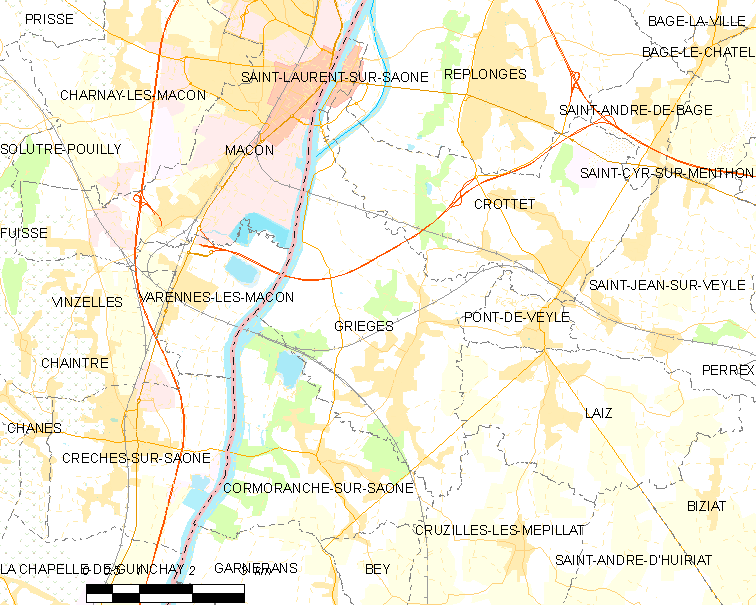
格列日的OSM定位图

格列日的时区为UTC+01:00、UTC+02:00（夏令时）。

## 行政
格列日的邮政编码为01290，INSEE市镇编码为01179。

## 政治
格列日所属的省级选区为沃纳县。

## 人口

1962-2008年间格列日人口变化图示

格列日于2022年1月1日时的人口数量为1909人。